# Bandera de Gibraltar

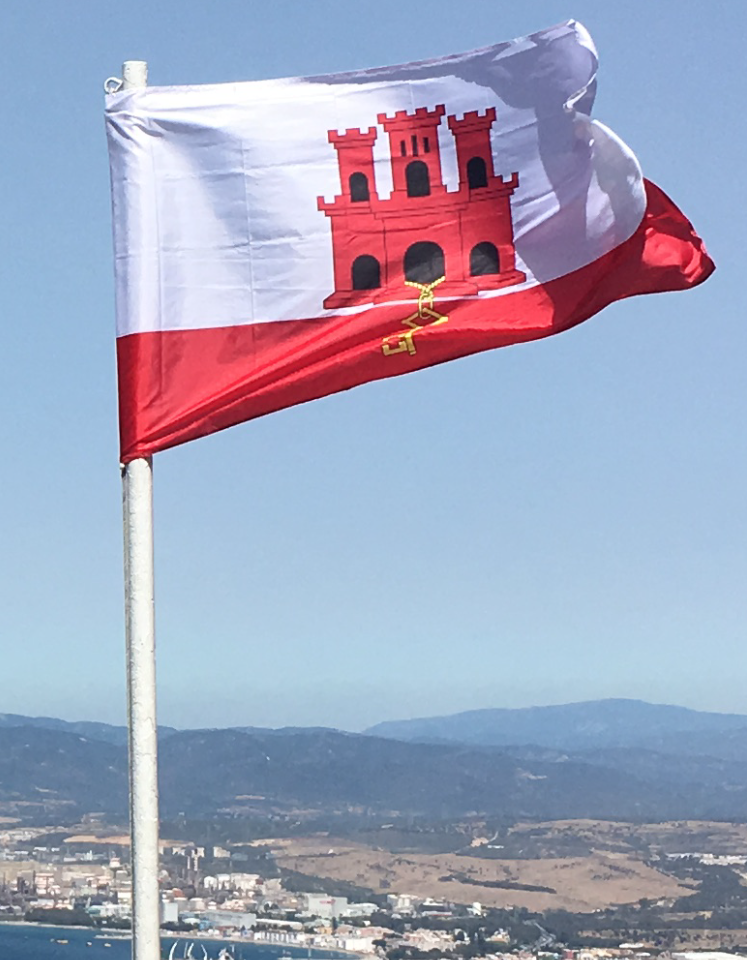
La Bandera de Gibraltar al cim del Penyal de Gibraltar.

La bandera de Gibraltar, adoptada el 1982, conté els elements que componen l'escut de Gibraltar, que va ser atorgat per la reina Isabel I de Castella el 10 de juliol de 1502.

## Descripció
La bandera és blanca amb una franja vermella en la part inferior amb un castell de tres torres i dos nivells a la secció blanca.
Cada torre té una porta i una finestra i de la porta de la torre del centre penja una clau d'or que se solapa amb la banda vermella.

## Ús
La bandera és emprada per tot Gibraltar, a vegades de forma oficial amb la bandera del Regne Unit i la bandera d'Europa. La trobem a llocs destacats com la frontera amb Espanya, al cim del Penyal de Gibraltar i a l'edifici del Parlament.
La bandera és un símbol del nacionalisme gibraltareny, i és molt popular entre el poble de Gibraltar. Durant el Dia Nacional de Gibraltar, el 10 de setembre, molts ciutadans pengen la bandera de finestres i balcons i alguns fins i tot decoren els seus vehicles amb la bandera.
Una bandera feta de Lego de quatre metres d'alçada i vuit d'ample es pot veure al John Mackintosh Hall, un centre cultural que acull una biblioteca, diverses sales d'exposicions i un teatre. Quan es va construir, la bandera era la més gran feta amb peces de Lego amb un total de 393.857 peces.